# Општина Дескати
Општина Дескати (грч. Δήμος Δεσκάτης, Димос Дескатис) је општина у Грчкој у округу Гребен, периферија Западна Македонија. Административни центар је градић Дескати. Општина има површину од 431.638 km². По подацима из 2021. године број становника у општини је био 5.155.

## Насељена места
Општина Дескати је формирана 1. јануара 2011. године спајањем 2 некадашње административне јединице: Дескати и Хасија.
- Општинска јединица Дескати: Дескати, Гилофос, Дасохори, Дијаселаки, Паљурија, Панагија, Параскеви, Свети Ђорђе.
- Општинаска јединица Хасија: Карперо, Аникси, Димитра, Катакали, Трикокија, Трифили.